# Втори армейски артилерийски полк
Втори армейски артилерийски полк е български артилерийски полк, формиран през 1928 година и взел участие във Втората световна война (1941 – 1945).

## История
Историята на полка започва на 20 февруари 1928 година, когато във Варна от кадър на Варненския и Бургаския укрепен пункт се формира Варненски брегови укрепен пункт. Военното подразделение се състои от щаб във Варна, 1-ва дълга и 2-ра тежка гаубична батарея в Бургас, 3-та полска и 4-та минохвъргачна батарея във Варна. Подчинен е на 3-та военно-инспекционна област. Съгласно заповед № 42 от 30 юли 1928 г. е установен на гарнизон в Хасково. През 1934 г. е преименуван на Втора хасковска окръжна пеша жандармерия, а от 1938 носи наименованието Втори армейски артилерийски полк.
През 1943 и 1944 г. полкът участва в акции против партизанското съпротивително движение в района са с. Сусам, Воден, Езерово, Бодрово, Скобелево, Ябълково, Меричлери, Куза и др. На 12 септември 1944 г. в сражение с комунистите е убит командира на полка полковник Велико Маринов. В периода 14 септември – 5 октомври 1944 полкът се командва от полковник Генчо Бончев. Полкът без 5-о и 6-о артилерийско отделение взема участие във втората фаза на заключителния етап на войната в редовете на 2-ра армия под командването на подполковник Тоню Чакъров. Осигурява действията на армията при Нишката и Косовската операции, като дава 8 убити. На 12 декември второ и четвърто артилерийско отделение се завръщат в гарнизона си, а първо и трето остават на фронта. Последните се завръщат от фронта през юни 1945 г. От 1948 г. полка е преместен от Хасково в Пловдив, а през октомври 1950 г. му е даден пощенски номер 50110. От ноември 1954 е преименуван на 4-ти армейски артилерийски полк и е поставен на подчинение на втори отделен корпус в Пловдив.
През септември 1955 г. е преименуван на четвърти армейски артилерийски полк и предислоциран в Асеновград. Към него се прехвърля Разузнавателен артилерийски дивизион от Корпусен артилерийски полк от София. От 1961 г. полка е на подчинение на двадесет и първа мотострелкова дивизия базирана в Пазарджик. На 7 август 1968 г. с щат № К-1330 се формира четвърти армейски артилерийски полк с пощенски номер 50340 и база в град Пловдив. Към полка се присъединява и част от личния състав на 105-и военновременен артилерийски полк от Асеновград. От 1 септември 1975 г. полка е дислоциран в Асеновград, а 105-и военновременен артилерийски полк в Смолян. Към полка се създава школа за подготовка на сержанти със следните специалности: разузнавачи, телефонисти, радисти, изчислители, топографи и оръдейни номера. На основание Разпореждане № 0034 от 24 ноември 1977 г. на Началник-щаба на Сухопътните войски се променя военнопощенския номер на поделението и получава наименование 34360.
През 1978 г. е сменен военнопощенския номер от 50430 на 24490. През 1984 г. полка е награден с преходно знаме и грамота от Министерството на народната отбрана. През есента на 1988 г. във връзка с реформите в БНА наименованието на полка се сменя с Отдел за преподготовка на артилерийски специалисти в състава на 21-ви териториален учебен център – град Пазарджик. През 1998 г. съгласно реорганизациите в българската армия полка е реорганизиран в четвърта артилерийска бригада. През септември 1992 г. преминава от 1-ва армия в подчинение на 2-ра армия.

## Наименования
През годините полкът носи различни имена според претърпените реорганизации:
- Варненски брегови укрепен пункт (20 февруари 1928 – 1934)
- Втора хасковска окръжна пеша жандармерия (1934 – 1938)
- Втори армейски артилерийски полк (1938 – 1954)
- Четвърти армейски артилерийски полк (1954 – 1968)
- Сто и пети артилерийски полк (1968 – 1987)
- Сто и пети артилерийски отдел (1988 – 1996)

## Командири
Званията са към датата на заемане на длъжността.
| №   | звание       | име                 | дати                                           |
| --- | ------------ | ------------------- | ---------------------------------------------- |
| 1.  | Подполковник | Димитър Узунов      | 10 февруари 1928 – 2 май 1933                  |
| 2.  | Подполковник | Васил Мандиков      | 2 май 1933 – 1 юни 1935                        |
| 3.  | Подполковник | Еньо Колев          | 1 юни 1935 – 1 май 1936                        |
| 4.  | Подполковник | Владимир Чукурски   | 1 май 1936 – 2 ноември 1938                    |
| 5.  | Подполковник | Владимир Илиев      | 2 ноември 1938 – 15 април 1941                 |
| 6.  | Полковник    | Велико Маринов      | 15 април 1941 – 13 септември 1944              |
| 7.  | Полковник    | Генчо Бончев        | 14 септември 1944 – 5 октомври 1944            |
| 7.  | Майор        | Георги Георгиев     | 14 септември 1944 – 20 октомври 1944           |
| 8.  | Подполковник | Никола Митов        | 20 октомври 1944 – 12 декември 1944            |
| 9.  | Подполковник | Тоню Чакъров        | 5 октомври/12 декември 1944 – 4 септември 1945 |
| 10. | Подполковник | Христо Христов      | 4 септември 1945 – 1 февруари 1946             |
| 11. | Подполковник | Първан Бучков       | 1 февруари 1946 – 20 юли 1946                  |
| 12. | Майор        | Тодор Чипилов       | 20 юли 1946 – 28 септември 1946                |
| 13. | Подполковник | Димитър Иванов      | 28 септември 1946 – 4 август 1947              |
| 14. | Подполковник | Костадин Куванджиев | 4 август 1947 – 1 октомври 1947                |
| 15. | Майор        | Спас Дерибеев       | 1 октомври 1947 – 19 декември 1949             |
| 16. | Подполковник | Петър Карагьозов    | 19 декември 1949 – 15 януари 1953              |
| -   | Подполковник | Доньо Марков        | 24 септември 1959 – 25 април 1961              |